# Eois inviolata
Eois inviolata là một loài bướm đêm trong họ Geometridae.